# Eva Amurri
Eva Maria Livia Amurri (Nova Iorque, 15 de março de 1985) é uma atriz norte-americana. É filha de Franco Amurri e Susan Sarandon, além de enteada de Tim Robbins.
Seus principais trabalhos incluem The Banger Sisters (no qual contracenou com sua mãe), Saved! (com Mandy Moore e Macaulay Culkin) e The Education of Charlie Banks, do diretor Fred Durst. Também já fez uma aparição num episódio de Friends, da sétima temporada. Estuda na Brown University em Rhode Island. Também já fez uma aparição no oitavo episódio da quinta temporada de How I Met Your Mother.

## Carreira
| Ano  | Título                         | Título em português                                 | Papel               |
| ---- | ------------------------------ | --------------------------------------------------- | ------------------- |
| 1992 | Bob Roberts                    | pt: Bob Roberts - Candidato ao Poder                | Criança no hospital |
| 1999 | Anywhere but Here              |                                                     | Garota na TV        |
| 2002 | Made-Up                        |                                                     | Sara Tivey          |
| 2002 | The Banger Sisters             | br: Doidas Demais pt: As Manas do Rock              | Ginger Kingsley     |
| 2004 | Saved!                         | br: Saved - Galera do Mal pt: Quem nos Acode!       | Cassandra Edelstein |
| 2007 | The Life Before Her Eyes       | br: Sem Medo de Morrer                              | Maureen             |
| 2007 | The Education of Charlie Banks |                                                     | Mary                |
| 2007 | The 40-Year-Old Virgin         | Max                                                 |                     |
| 2008 | Middle of Nowhere              |                                                     | Grace               |
| 2008 | New York, I Love You           | br: Nova York, Eu Te Amo pt: Nova Iorque, Eu Te Amo | Sarah               |
| 2009 | Californication                |                                                     | Jackie              |
| 2010 | House MD                       |                                                     | Nicolle             |
| 2011 | New Girl                       | br: New Girl pt: Jess e os Rapazes                  |                     |
| 2012 | That's My Boy                  | pt: Pai Infernal br:Este é o Meu Garoto             | Mary McGarricle     |